# Drapeau de Chypre
Le drapeau de la république de Chypre a été officialisé le 16 août 1960 sous les termes des accords de Londres et de Zurich grâce auxquels une ébauche de constitution vu le jour, ainsi que la proclamation d'indépendance de l'État de Chypre.
Ce drapeau représente la carte de l'île placée au-dessus de deux branches d'olivier (symbole de paix) sur un fond blanc. La carte est de couleur cuivre, symbolisant les importants minerais de cuivre présents sur l'île (principalement sous la forme de chalcopyrite, qui est à l'origine du nom de l'île) dont la couleur est jaune.

## Conception
La carte de l'île occupe 44 % du drapeau. La couleur de cette carte est jaune-cuivre alors que les branches et les feuilles d'olivier sont vert-olive. Le fond est blanc. La proportion est 3:5.
| Couleur | ● jaune-cuivre | ● vert-olive | ● Blanc     |
| ------- | -------------- | ------------ | ----------- |
| HTML    | #D57800        | #4E5B31      | #FFFFFF     |
| RVB     | 237,128,0      | 0,102,81     | 255,255,255 |
| Pantone | 144-C          | 336-C        | Safe        |

Les drapeaux produits à Chypre sont souvent différents des détails officiels tant pour la taille de la carte que pour les couleurs. Le gouvernement annonce en octobre 2005 qu'il commencerait à sévir et qu'à terme, seuls des drapeaux conformes aux règles officielles seront produits

## Histoire
Avant l'introduction du drapeau de Chypre, les drapeaux de la Grèce et de la Turquie étaient utilisés. Le drapeau actuel est le résultat d'un concours de dessins lancé en 1960. D'après la constitution, le drapeau ne devait pas incorporer les couleurs bleue et rouge (couleurs du drapeau grec et du drapeau turc), ni de croix latine, ni de croissant musulman. Tous les participants ont donc délibérément évité ces quatre éléments pour faire du drapeau un élément « neutre ».
Le dessin gagnant est fondé sur une proposition d'İsmet Güney, un peintre chypriote turc. En turc, le mot Méditerranée se dit « Ak Deniz » (mer Blanche).
Le dessin fut choisi par Makarios III, président de la République, avec l'accord du vice-président Fazıl Küçük.

Version utilisée d’avril au 19 août 1960.
Version utilisée d’août 1960 à avril 2006.
Version utilisée depuis avril 2006.

## Usage

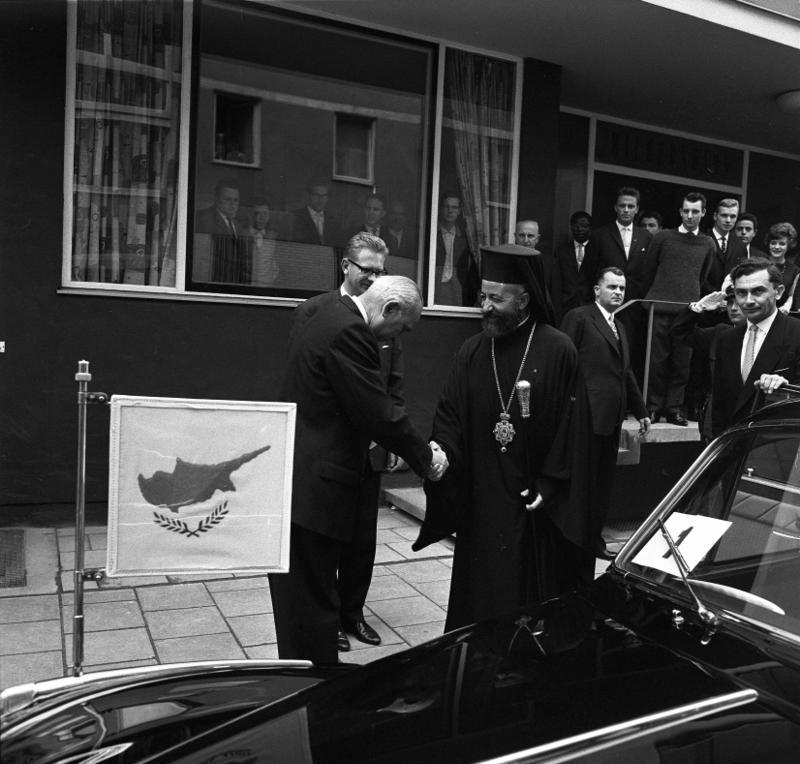
Makarios III en visite à Munich, avec le drapeau de Chypre.

D'après la constitution de Chypre, le drapeau peut être déployé par les institutions d'État, les entreprises publiques et les citoyens du pays. Les institutions et les organismes d'État ainsi que les entreprises publiques peuvent arborer le drapeau de Chypre à côté des drapeaux de la Grèce et de la Turquie. Les citoyens peuvent arborer le drapeau de Chypre avec les drapeaux de la Grèce et de la Turquie ou seulement l'un des deux.
Malgré la tentative de ce dessin neutre de célébrer l'unité des deux communautés, le drapeau est le plus souvent utilisé par les chypriotes grecs.

## Proposition de drapeau national

Proposition de drapeau par le plan Annan.

D'après les termes du plan Annan, une proposition de l'ONU pour régler le problème chypriote, un nouveau drapeau aurait été adopté pour représenter la république fédérale de Chypre. Contrairement au drapeau actuel, ce drapeau incorporerait consciemment les couleurs représentant la Grèce (bleu) et la Turquie (rouge) ainsi qu'une bande de jaune cuivre pour l'île de Chypre.